# 朱聰滆
灵丘端懿王朱聰滆（1473年—1555年12月29日），明朝灵丘庄和王朱成鈠与王妃安氏所生嫡长子。

## 生平

### 袭封前
弘治十年（1498年）四月，朱聰滆父灵丘庄和王朱成鈠去世。八月，赐朱聰滆长子名为朱俊格。

### 袭封
弘治十一年（1499年）十二月，明孝宗遣怀柔伯施瓒、成安伯郭宁、武平伯陈勋、彰武伯杨质、崇信伯费柱、宣城伯卫璋、长宁伯周彧、建平伯高霳为正使，翰林院侍讲张芮、尚宝司司丞崔璇、鸿胪寺右少卿杨瑢、吏科给事中吴蕣、礼科给事中马子聪、兵科给事中张弘至、中书舍人韩琏、户部员外郎胡经为副使，持节册封朱聪滆为灵丘王，夫人王氏为灵丘王妃。
弘治十二年（1500年）正月，赐朱聪滆庶第二子名为朱俊材。
弘治十四年（1502年）十二月，孝宗遣泰宁侯陈璇、驸马都尉马诚、黄镛、武进伯朱洁、靖远伯王宪、怀柔伯施瓒、彰武伯杨质、崇信伯费柱、兴宁伯徐盛、礼部左侍郎张升、工部右侍郎张达、通政使司左参议李浩为正使，尚宝司司丞李㺹、大理寺右寺副刘韦、中书舍人张瓒、耿鋐、户部员外郎陈玉、礼部员外郎沈翰、兵部员外郎董俊、刑部员外郎查焕、工部员外郎周南、鸿胪寺右侍丞张昱、高进、行人司左侍副唐仁为副使，持节册封典史王瓛的长女为灵丘王继妃。
正德十三年（1518年）十一月，因朱聪滆所请，赐书传一部。十五年（1520年）六月，因朱聪滆所请，赐诗传一部。
嘉靖元年（1522年）四月，因朱聪滆所请，赐《性理大全》一部。
朱聪滆以孝行闻名，叔父朱成䥩亦有孝行，嘉靖六年（1527年）十二月，朱聪滆上疏告诉朝廷，世宗赐金币奖谕，并诏礼官自今宗室中孝行卓异如朱成䥩者都由抚按上疏报告。
七年（1528年）五月，朱聪滆奏辅国将军朱聪测孝行，诏赐敕奖励。九年（1530年）十二月，因朱聪滆所请，赐《恩纪含春堂诗》《御制敬一箴五箴注》各一部。十年（1531年）十一月，因灵丘王府镇国将军朱成䥜等有奏，世宗赐敕奖励朱聪滆孝行。
嘉靖二十一年（1542年）二月，朱聪滆奏绛州城池卑浅，总有土默特部入侵的警报，请求迁居平阳府躲避。世宗诏令他不得擅离本土摇惑人心，命有司勘议增展城池。

### 继承
朱聪滆因有病不能行礼，奏请由朱俊格代行礼仪、暂理府事。嘉靖二十四年（1545年），朱俊格去世。朱聪滆请求以曾孙朱廷址为曾长孙，礼官奏无故事。世宗因朱聪滆高寿，特许之。二十五年（1546年）三月，朱聪滆因年老无子、不能行走，请求由长孙朱充熼代理府事、代为行礼，获准。嘉靖三十年（1551年），朱充熼去世。三十一年（1552年）二月，朱聪滆奏请由曾长孙朱廷址代行礼、约束宗室，礼部上报，认为朱聪滆年老，应该由人代理，但朱廷址年少，除非得到皇帝授权，否则难以服众。世宗准奏。五月，朱廷址卒，赐祭葬如奉国将军例。三十二年（1553年）八月，世宗因朱聪滆年过八十，赐敕遣官问候。三十四年（1555年），朱廷址子朱鼐镰被特封为玄长孙，以示荣宠。
同年闰十一月，朱聪滆去世，谥端懿。敕朱鼐镰管理府事。四十年（1561年）十月，朱鼐镰受册袭封灵丘王。
朱聪滆以玄孙为继承人并最终传位，为中国历史上唯一一例。

## 家庭
- 嫡長子：靈丘長子→靈丘康悼王（追封）朱俊格
  - 嫡長子：靈丘長孫→靈丘悼懿王（追封）朱充熼
    - 嫡長子：靈丘曾長孫→靈丘懷僖王（追封）朱廷址
      - 子：靈丘玄長孫→靈丘王朱鼐鐮
- 庶次子：朱俊材
- 第三子：鎮國將軍朱俊柠，號敏齋，撰有《敕賜法寶禪寺新建樓記》，嘉靖三十三年（1554年）三月立碑，今藏稷山縣博物館[23]

## 评价
- 《明史》卷一百十七<列傳第5·太祖諸子二>载朱仕𡒳、朱成鈠、朱聰滆祖孙三王皆以孝行受到旌表。
- 《弇山堂别集》卷075：守禮執義，温柔賢善。